# Giải Ngoại Hạng Dhivehi
Dhivehi Premier League( tiếng Dhivehi: ދިވެހި ޕްރިމިއާ ލީގު) hay còn gọi là Giải Ngoại Hạng Maldives ,là giải đấu bóng đá chuyên nghiệp cao nhất Maldives,Giải đấu bao gồm 10 đội thi đấu.
Vào ngày 22 tháng 12 năm 2014, theo quyết định của FIFA .Maldives đã thành lập Dhivehi Premier League.

## Tài chính
Liên đoàn bóng đá Maldives (FAM) cung cấp cho mỗi đội 1,6 triệu Rufiyaa Maldives .Đội Vô địch cũng nhận được giải thưởng 1 triệu MVR tiền mặt.

## Nhà Tài Trợ
| Năm       | Nhà tài trợ      |
| --------- | ---------------- |
| 2015–2017 | Ooredoo Maldives |
| 2018–     | Dhiraagu         |

## Thành tích các đội
| Pos. | CLB                 | Mùa | Pld | Thắng | Hòa | thua | GF  | GA  | GD   | Pts | 1st | 2nd | 3rd | 4th | Relegated |
| ---- | ------------------- | --- | --- | ----- | --- | ---- | --- | --- | ---- | --- | --- | --- | --- | --- | --------- |
| 1    | Maziya              | 6   | 100 | 66    | 20  | 14   | 263 | 90  | +173 | 218 | 3   | 1   | 1   | 1   |           |
| 2    | TC Sports Club      | 5   | 100 | 59    | 19  | 22   | 210 | 103 | +107 | 196 | 1   | 3   | 1   |     |           |
| 3    | Club Eagles         | 5   | 86  | 45    | 27  | 14   | 180 | 82  | +98  | 162 |     | 1   | 3   | 1   |           |
| 4    | New Radiant         | 4   | 65  | 37    | 12  | 16   | 132 | 69  | +63  | 123 | 2   |     |     | 1   | 1         |
| 5    | Green Streets       | 4   | 65  | 26    | 12  | 27   | 108 | 114 | −6   | 90  |     |     | 1   | 1   |           |
| 6    | Victory             | 4   | 67  | 12    | 10  | 45   | 56  | 153 | −97  | 43  |     |     |     |     | 1         |
| 7    | United Victory      | 3   | 51  | 12    | 15  | 24   | 64  | 92  | −28  | 51  |     |     |     | 1   |           |
| 8    | Valencia            | 3   | 49  | 17    | 10  | 22   | 69  | 65  | +4   | 61  |     | 1   |     |     |           |
| 9    | Foakaidhoo          | 2   | 37  | 8     | 8   | 21   | 36  | 84  | −48  | 32  |     |     |     |     |           |
| 10   | BG Sports Club      | 2   | 35  | 6     | 12  | 17   | 33  | 56  | −23  | 30  |     |     |     |     | 1         |
| 11   | Da Grande           | 2   | 35  | 11    | 10  | 14   | 50  | 57  | −7   | 44  |     |     |     |     |           |
| 12   | Nilandhoo SC        | 2   | 32  | 8     | 3   | 21   | 44  | 114 | −70  | 27  |     |     |     |     |           |
| 13   | G. Dh. Thinadhoo    | 1   | 14  | 5     | 3   | 6    | 23  | 18  | +5   | 18  |     |     |     | 1   |           |
| 14   | Sh. Milandhoo       | 1   | 14  | 3     | 5   | 6    | 18  | 26  | −8   | 14  |     |     |     |     |           |
| 15   | A. A. Maalhos       | 1   | 14  | 2     | 3   | 9    | 18  | 40  | −22  | 9   |     |     |     |     |           |
| 16   | B. Fehendhoo        | 1   | 9   | 1     | 1   | 7    | 2   | 30  | −28  | 4   |     |     |     |     | 1         |
| 17   | Dh. Kudahuvadhoo    | 1   | 14  | 0     | 3   | 11   | 6   | 40  | −34  | 3   |     |     |     |     |           |
| 18   | Mahibadhoo          | 1   | 14  | 0     | 2   | 12   | 12  | 47  | −35  | 2   |     |     |     |     | 1         |
| 19   | Th. Thimarafushi    | 1   | 9   | 0     | 1   | 8    | 2   | 37  | −35  | 1   |     |     |     |     | 1         |
| 20   | Super United Sports | 1   | 14  | 3     | 6   | 5    | 9   | 18  | −9   | 15  |     |     |     |     |           |

1. ↑  New Radiant were suspended from all football related activities before 2019–20 Dhivehi Premier League started, due to unpaid wages to the players and failing to pay fines to FIFA and FAM, resulting to relegation[2]
2. ↑  Victory was docked 3 points for failing to pay over players' wages during 2018 Dhivehi Premier League[3]

## Huấn Luyện Viên Xuất sắc
| HLV               | CLB         | Thắng |
| ----------------- | ----------- | ----- |
| Nikola Kavazović  | New Radiant | 1     |
| Ali Suzain        | Maziya      | 1     |
| Óscar Bruzón      | New Radiant | 1     |
| Mohamed Nizam     | TC Sports   | 1     |
| Marjan Sekulovski | Maziya      | 1     |
| Risto Vidaković   | Maziya      | 1     |

## Các đội vô địch[4]
- 2015：Câu lạc bộ Thể thao New Radiant
- 2016：Maziya S&RC
- 2017：New Radiant

## Liên Kết Ngoài
- Ooredoo Dhivehi Premier League (2016 MD3-2017) Lưu trữ ngày 18 tháng 3 năm 2020 tại Wayback Machine at Mihaaru

## Tham Khảo
1. ↑  "FAM introduces season tickets". Maldivesoccer. tháng 4 năm 2015. Bản gốc lưu trữ ngày 6 tháng 7 năm 2015. Truy cập ngày 7 tháng 7 năm 2020.
2. ↑  "Valencia makes a comeback to First Division". Raajje Mv. ngày 15 tháng 1 năm 2020. Truy cập ngày 20 tháng 5 năm 2020.
3. ↑  "މުސާރަ މައްސަލައެއްގައި ފީފާއިން ވިކްޓަރީގެ ޕޮއިންޓް އުނިކޮށްފި" (bằng tiếng Divehi). FIGC. ngày 21 tháng 2 năm 2019. Bản gốc lưu trữ ngày 10 tháng 9 năm 2020. Truy cập ngày 19 tháng 5 năm 2020.
4. ↑  "Maldives - List of Champions (Dhivehi League Championship)". RSSSF. Truy cập 2017年11月22日. {{Chú thích web}}: Kiểm tra giá trị ngày tháng trong: |access-date= (trợ giúp)

Bản mẫu:SAFF Football